# 坐位 (性行为)

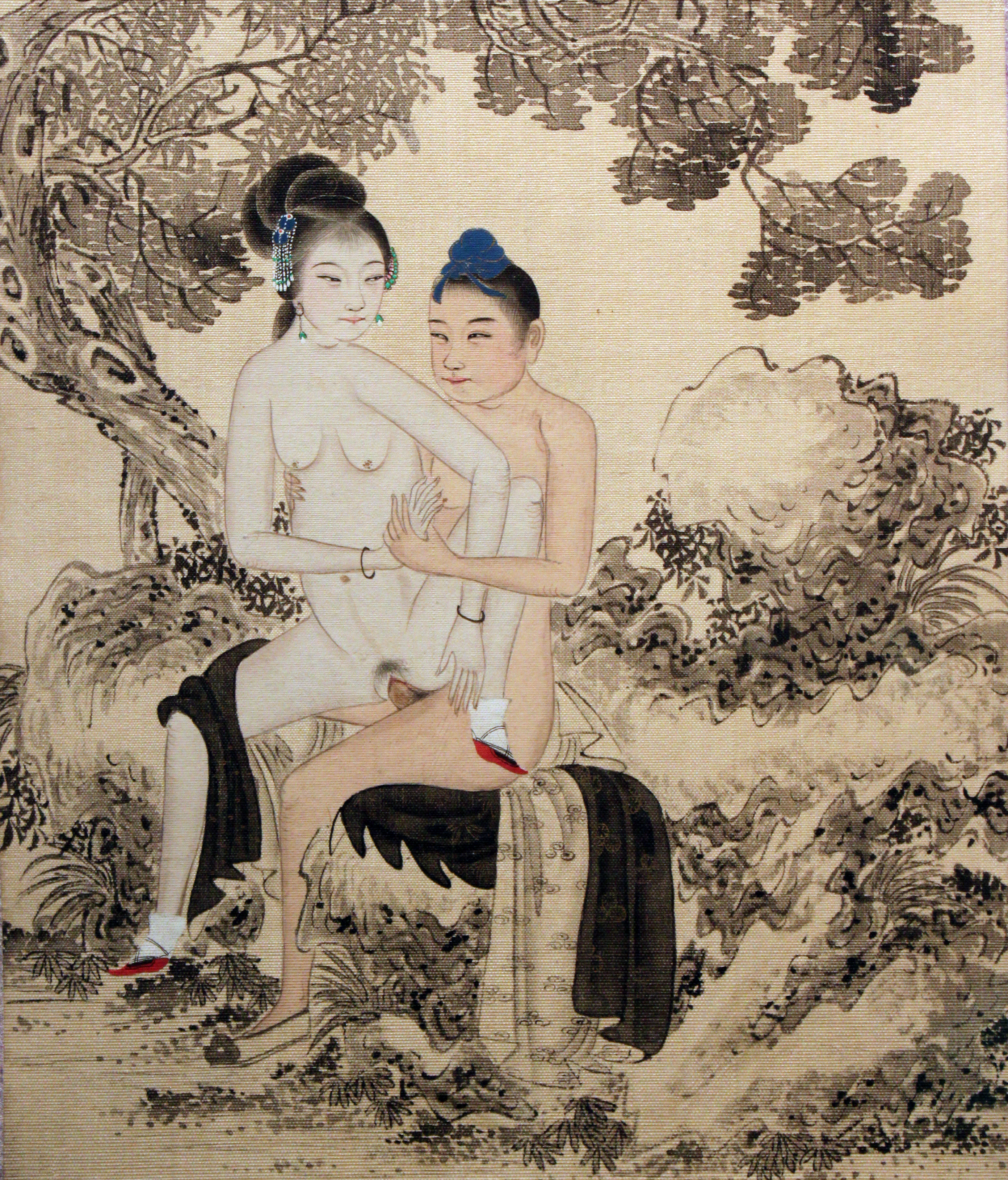
中国古代描绘性姿势的春宫画。

坐位，在性学方面用以描述人类男女之间交欢时的身体位姿，有时彼此相对而坐、有时则一方背对另一方而坐。

## 名稱
现代日语称其“座位”的性交体位，在日本传统性文化中有“居茶臼”、“投網”、“帆掛”、“獅子舞”等名称。在中国传统性文化中，又名“观赛式”、“桌上舞”、“背面座位”、“扶椅式”、“鹤交颈”等。
英语有“sitting and kneeling”的描述。在藏传佛教中，有形似“欢喜佛”的雙身法。

## 特征

### 对面坐位

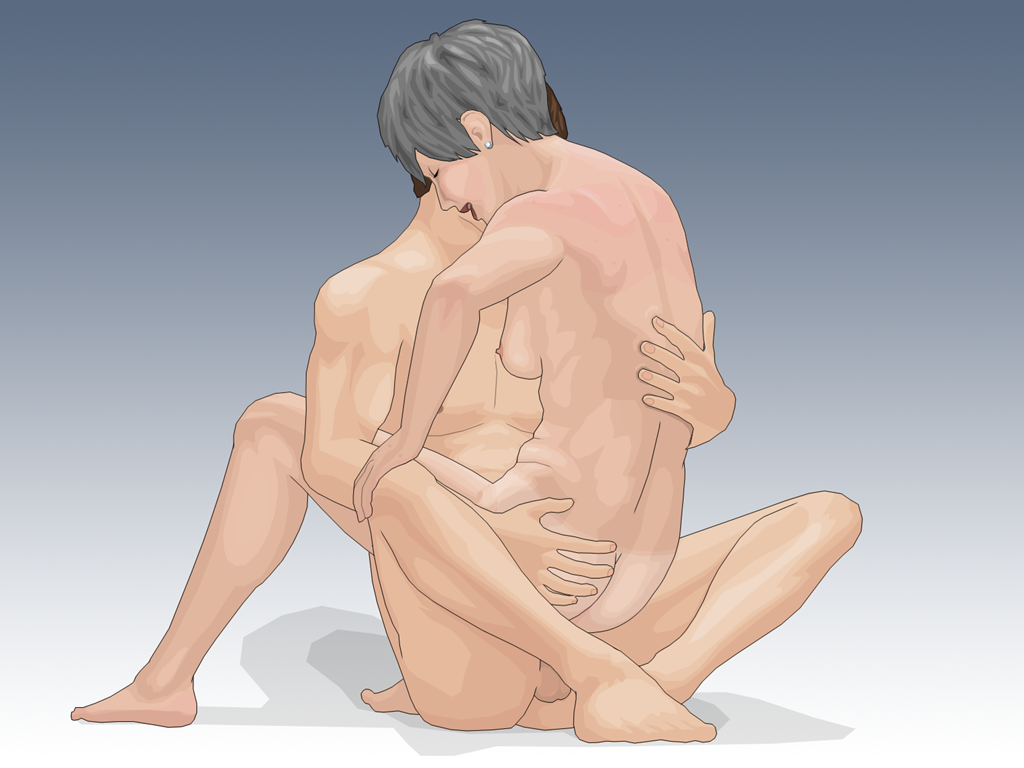
对面坐位。

男女相对而坐，互相拥抱、爱抚、亲吻，可以坐在椅子上，女方坐在男方大腿上，双手抱着男方脖子，上下刺插，也可以坐在床上。
傳統漢字古籍記載“鶴交頸”之描述为：
「男正箕座，女抱男頸跨坐其股，
內玉莖，刺麥齒，務中其實，
男抱女尻，助其搖舉，女自感快，精液流溢，
女快乃止，七傷自癒。」
有一说认为以坐位交欢的難度甚高，非常需要伴侶彼此配合，男人體力要能支撐妇人體重。若男方阴茎相对过长、女方阴道相对较短，則须注意避免用力过猛造成彼此伤害或改採其他體位角度。
吟猿抱樹
「二十七、吟猿抱樹：
男箕坐，女騎男髀上，以兩手抱男，男以一手扶女尻，納玉莖……」

### 背面坐位
男方在背后抱着女方坐，男方的双手在前面抚摸女方的乳房、胸部以及其他性敏感带，上下刺插。
山羊對樹
「二十三、山羊對樹：
男箕坐，令女背面坐男上，女自低頭，視納玉莖，男急抱女腰……」

## 註解
1. ↑  雙方皆為坐姿。男人先坐下（伸膝而坐，或盤坐、或端坐，視體況或環境而定）妇人手抱住男人頸部，面對面坐在他大腿上，坐到底，使阴茎深入阴道中，產生緊實感（男抱住妇人臀部，男人腰部挺直，或雙方將身體適度後仰，下體會向前挺），是極有快感的姿勢。
2. ↑  傳統認為此法適度行使有助於心神安定、情緒愉悅，減少憤怒、憂慮、恐慌等負面情緒與失眠困擾。
3. ↑   註:

## 外部連結
- （日語）膣イキしやすい体位・対面座位について - やり方と膣イキ（中イキ）しやすい理由の解説（页面存档备份，存于）